# Domaj
Domaj – wieś położona w północnej części Albanii w gminie Gjinaj. Wieś znajduje się 106 kilometrów od stolicy państwa, Tirany.

## Demografia
Według spisu ludności z 1989 roku we wsi Domaj mieszkało 237 mieszkańców.